# Magyarabové
Magyarábok či magyarabové jsou muslimové, žijící podél řeky Nil v Egyptě a Súdánu, jejichž etnický maďarský původ je datován do šestnáctého století. Komunity Magyarabů žijí ve vesnicích s názvy jako Magyarab-irki, Magyararti, Magyariyya, Magyar-nirki či Hillit el-Magyarab.

## Terminologie
Slovo Magyarab není složené z „Magyar“ a „Arab“, ale koncovka ab znamená v překladu z núbijštiny „kmen“ či „rod“, tím pádem Magyar+Ab se dá přeložit jako „kmen Maďarů“.

## Historie
Podle legendy, křesťanští Maďaři bojovali po boku otomanské armády v jižním Egyptě, nicméně krátce po setkání s núbijskými ženami se zde usadili. Původcem Magyarabů byl generál Ibrahim el-Magyar, pocházející původně z Budy, který si vzal núbijskou ženu, se kterou měli pět synů: Selabi, Mustafa, Djelaleddin, Musa a Iksa.
Bylo to až v roce 1935, kdy László Almásy, maďarský dobrodruh, společně s Němcem Hansjoachimem von der Eschem, objevili tento kmen v Egyptě. Od roku 1992 jsou Magyarabové členy „Světové federace Maďarů“ (Magyarok Világszövetsége). 

## Kultura

### Přísloví
Přísloví historických Magyarabů odhalují víc o této etnické skupině:
| „                            | Al-ajāri lā jisālli fil-mesjīd. | “ |
| — Maďar se nemodlí v mešitě. |                                 |   |

| „                   | El-mágyárí jilbisz burnétá. | “ |
| — Maďar nosí čepec. |                             |   |

| „                                   | Rá'sz el-mágyár zejj el-hágyár. | “ |
| — Maďarská hlava, tvrdší než kámen. |                                 |   |